# فرقة المشاة التاسعة عشر (الفيرماخت)
فرقة المشاة التاسعة عشرة تشكيل للفيرماخت الألماني خلال الحرب العالمية الثانية.

## التاريخ
تم تشكيلها في الأصل في 1 أكتوبر 1934 باسم Artillerieführer الرابعة في هانوفر، تمت إعادة تسمية الفرقة إلى 19. فرقة المشاة في 15 أكتوبر 1935. تمت تعبئته في 25 أغسطس 1939 وشاركت الفرقة في غزو بولندا ومعركة فرنسا. بعد الحملة الفرنسية، أعيد تنظيم الفرقة كفرقة دبابات وفي 1 نوفمبر 1940 تم تغيير اسمه إلى فرقة بانزر التاسع عشر. 

## القادة
قادة الفرقة: 
- الجنرال دير كافاليري كونراد فون جوسلر 1 أكتوبر 1934 - 1 مارس 1938
- Generalleutnant Günther Schwantes 1 مارس 1938 - 1 فبراير 1940
- اللواء الرائد أوتو فون نوبيلسدورف 1 فبراير 1940 - 1 نوفمبر 1940

### قائمة المراجع
- Mitcham، Samuel W. (2000). The Panzer Legions. Mechanicsburg: Stackpole Books. ISBN:978-0-8117-3353-3.  Mitcham، Samuel W. (2000). The Panzer Legions. Mechanicsburg: Stackpole Books. ISBN:978-0-8117-3353-3.  Mitcham، Samuel W. (2000). The Panzer Legions. Mechanicsburg: Stackpole Books. ISBN:978-0-8117-3353-3.
- Müller-Hillebrand, Burkhard (1969). Das Heer 1933-1945. Entwicklung des organisatorischen Aufbaues (بالألمانية). Frankfurt am Main: Mittler. Vol. Vol. III: Der Zweifrontenkrieg. Das Heer vom Beginn des Feldzuges gegen die Sowjetunion bis zum Kriegsende. p. 286. {{استشهاد بكتاب}}: |المجلد= يحوي نصًّا زائدًا (help)
- Tessin, Georg (1970). Verbände und Truppen der deutschen Wehrmacht und Waffen-SS im Zweiten Weltkrieg, 1939 - 1945 (بالألمانية). Frankfurt am Main: Mittler. Vol. Vol. IV: Die Landstreitkräfte 15 -30. {{استشهاد بكتاب}}: |المجلد= يحوي نصًّا زائدًا (help)